# Мухаммад Газневи
Мухаммад Газневи (ок. 998 — 1041) — эмир государства Газневидов (1030; 1040-1041), сын Махмуда Газневи.

## Биография
Родился в семье эмира Махмуда Газневи в 998 году. У Мухаммада был брат-близнец Масуд Газневи. Перед смертью его отец Махмуд назначил наследником Мухаммеда. В 1030 году после смерти своего отца, Мухаммад стал эмиром. Однако в Газни вспыхнуло восстание против султана. И уже через 50 дней после восшествия на престол Мухаммад был свергнут.
В 1040 после свержения Масуда, Мухаммада возвели на престол. В 1041 году его племянник Маудуд ибн Масуд, поднял восстание против Мухаммада и в  1041 году Мухаммад был свергнут и казнен.